# Mebibyte
Een mebibyte (afgekort MiB) is een eenheid van informatie voor computeropslag. Een mebibyte staat gelijk aan:
220 of 10242 = 1.048.576 bytes.
Een mebibyte is 4,8576% groter dan een megabyte of 1.000.000 bytes. Bestandsgroottes in bijvoorbeeld het besturingssysteem Windows worden uitgedrukt in mebibyte (met de verkeerde afkorting MB). In het besturingssysteem Windows en in de dagelijkse taal wordt de term megabyte gebruikt wanneer men mebibyte bedoelt.
Andere eenheden of benamingen: bit · nibble/tetrade · byte/octet · phit · qubit · qutrit · trit